# Marcelo Leite Pereira
 Marcelo Leite Pereira (Río de Janeiro, 22 de junio de 1987) es un futbolista brasileño y su actual equipo es el F.C. Pune City de la Superliga de India.

## Trayectoria

### Inicios
Marcelo Leite Pereira pasó por  todas las categorías inferiores del Flamengo y en la temporada 2005-06 debutó con primer equipo con el que apenas tuvo oportunidades. Una temporada después fichó por elAtlético de Madrid B.
Del filial colchonero pasó a las filas del Getafe B a la siguiente temporada.
En 2008, al no tener muchas oportunidades de jugar, decidió volver a su país para jugar en el Ipatinga FC que había ascendido  al Campeonato Brasileño de Serie A.
Ese mismo año ficha para el Kalamata FC de Grecia para jugar en la Gamma Ethniki tercera liga para importante de ese país para la temporada 2008 - 2009, debido a sus buena actuaciones en Skoda Xanthi FC de la Superliga de Grecia Considerado uno de los mejores de Grecia debido al trabajo que se hace con los jóvenes lo ficha a Marcelo Leite por cuatro temporadas.
Para el año 2013 migra a los Emiratos Árabes Unidos para jugar Baniyas SC de la Liga Árabe del Golfo vuelve a tener muy buenas actuaciones.
El Calcio Catania de Italia lo contrata para jugar la Serie B (Italia)  para la temporada 2014 - 2015.
finalizada su temporada en Italia vuelve a Grecia, para jugar en Atromitos FC  y otra vez Marcelinho con le dicen sus amigos vovera a jugar en la Superliga de Grecia atualmente su equipo ocupa el puesta N°14.                       Para la segunda mitad del años 2016, el jugador es adquirido por el equipo Cafetaleros De Tapachula,  el cual disputa la Liga De Ascenso del Fútbol Mexicano.  Este equipo,  de la ciudad de Tapachula, en el estado de Chiapas,  México,  hizo un buen torneo Clausura 2016 y trae al brasileño,  cómo una de sus figuras para buscas el ascenso a la Primera División del fútbol Mexicano.

## Clubes
| Club                 | País                   | Año           |
| -------------------- | ---------------------- | ------------- |
| Flamengo             | Brasil                 | 2005 - 2006   |
| Atlético de Madrid B | España                 | 2006 - 2007   |
| Getafe B             | España                 | 2007 - 2008   |
| Ipatinga FC          | Brasil                 | 2008          |
| Kalamata FC          | Grecia                 | 2008 - 2009   |
| Skoda Xanthi FC      | Grecia                 | 2009 - 2013   |
| Baniyas SC           | Emiratos Árabes Unidos | 2013 - 2014   |
| Catania Calcio       | Italia                 | 2014 - 2015   |
| Atromitos FC         | Grecia                 | 2015 - 2016   |
| Anápolis             | Brasil                 | 2016          |
| Delhi Dynamos        | India                  | 2016          |
| Avaí F. C.           | Brasil                 | 2017          |
| F.C. Pune City       | India                  | 2017-presente |

- Datos: Q3557205